# خوشه اتمی

فولرن باکمینستر (فرمول: C _{60)} خوشه اتمی است.

در شیمی، یک خوشه اتمی (یا به سادگی خوشه) مجموعه ای از اتم‌ها یا مولکول‌های متصل است که اندازه متوسطی بین یک مولکول ساده و یک نانوذره دارد. یعنی تا چند نانومتر (nm) قطر دارد. اصطلاح ریز خوشه ممکن است برای مجموعه‌هایی با حداکثر چند اتم استفاده شود.
خوشه‌هایی با تعداد و نوع معین اتم‌ها در یک آرایش خاص، اغلب یک ترکیب شیمیایی خاص در نظر گرفته می‌شوند و به این ترتیب مورد مطالعه قرار می‌گیرند. به عنوان مثال، فولرین یک خوشه از ۶۰ اتم کربن است که راس یک بیست وجهی کوتاه را تشکیل می‌دهد و دکبوران یک خوشه از ۱۰ اتم بور است که تشکیل یک بیست وجهیناکامل را می‌دهد که احاطه شده توسط ۱۴ هیدروژن اتم است.
این اصطلاح بیشتر برای مجموعه‌هایی استفاده می‌شود که از چند اتم از یک عنصر یا چند عنصر مختلف تشکیل شده‌اند که در یک آرایش سه بعدی به هم متصل شده‌اند. فلزات واسطه و عناصر گروه اصلی، خوشه‌های قوی را تشکیل می‌دهند. در واقع، در برخی زمینه‌ها، این اصطلاح ممکن است به‌طور خاص به یک خوشه فلزی گفته شود که اتم‌های هسته آن فلز هستند و حداقل یک پیوند فلزی را شامل می‌شود. در این حالت، پلی واجد شرایط یک خوشه با بیش از یک اتم فلز و هترونوکلئر یک خوشه با حداقل دو عنصر فلزی متفاوت را مشخص می‌کند. خوشه‌های فلزی برهنه فقط دارای اتم‌های فلزی هستند، برخلاف خوشه‌هایی با پوسته بیرونی عناصر دیگر. دیگری ممکن است گروه‌های عاملی مانند سیانید یا متیل باشد که به صورت کووالانسی به اتم‌های هسته پیوند دارند. یا بسیاری از آنها لیگاندهایی هستند که با پیوندهای هماهنگی مانند مونوکسید کربن، هالیدها، ایزوسیانیدها، آلکن‌ها و هیدریدها به هم متصل شده‌اند.
با این حال، این اصطلاح همچنین برای مجموعه‌هایی استفاده می‌شود که فاقد فلز هستند (مانند بوران‌ها و کربن‌ها) و اتم‌های هسته آنها توسط پیوندهای کووالانسی یا یونی در کنار هم نگه داشته می‌شوند. همچنین برای مجموعه‌ای از اتم‌ها یا مولکول‌هایی که توسط پیوند واندروالسی یا پیوندهای هیدروژنی در کنار هم نگه داشته می‌شوند، مانند خوشه‌های آب.
خوشه‌ها ممکن است نقش مهمی در انتقال فاز مانند بارش از محلول‌ها، تراکم و تبخیر مایعات و جامدات، انجماد و ذوب، و جذب به مواد دیگر ایفا کنند.

## تاریخچه
ترکیبات خوشه‌ای اتمی، از جمله خوشه‌های فلزی، ناخواسته توسط انسان از دوران باستان استفاده می‌شده‌است. قدیمی‌ترین خوشه فلزی که به‌طور مصنوعی تولید می‌شده ممکن است کالومل (Hg
2Cl
2)باشد، که قبلاً در قرن ۱۲ در هند شناخته شده بود.
توضیح ساختار ترکیبات خوشه ای تنها در قرن بیستم امکان‌پذیر شد. به عنوان مثال، وجود یک پیوند جیوه به جیوه در کالومل در اوایل دهه ۱۹۰۰ توضیح داده شد. این پیشرفت‌ها با توسعه ابزارهای تجزیه و تحلیل ساختاری قابل اعتماد، مانند پراش اشعه ایکس تک کریستالی امکان‌پذیر شد.
اصطلاح «خوشه» توسط FA Cotton در اوایل دهه ۱۹۶۰ برای اشاره به ترکیبات حاوی پیوندهای فلز-فلز استفاده شد.
خوشه‌های کربن برای اولین بار توسط اریک آ. روهلفینگ، دونالد ام. کاکس و اندرو کالدور در سال ۱۹۸۴، در آزمایشاتی که گرافیت توسط لیزر تبخیر شد و بخار توسط اتمسفر هلیوم خاموش شد، شناسایی شد. تجزیه و تحلیل محصولات متراکم شده با یک طیف‌سنج جرمی، برتری مولکول‌هایی با " اعداد جادویی " مشخص را نشان داد. در سال ۱۹۸۵ کار آنها توسط هارولد کروتو، جیمز آر. هیث، شان اوبراین، رابرت کرل و ریچارد اسمالی تکرار شد که ساختار ایکوساهدر کوتاه شده را برای مولکول برجسته C 60 پیشنهاد کردند و نام «باکمینسترفولرن» را برای آن پیشنهاد کردند.

## ساختار و پایداری

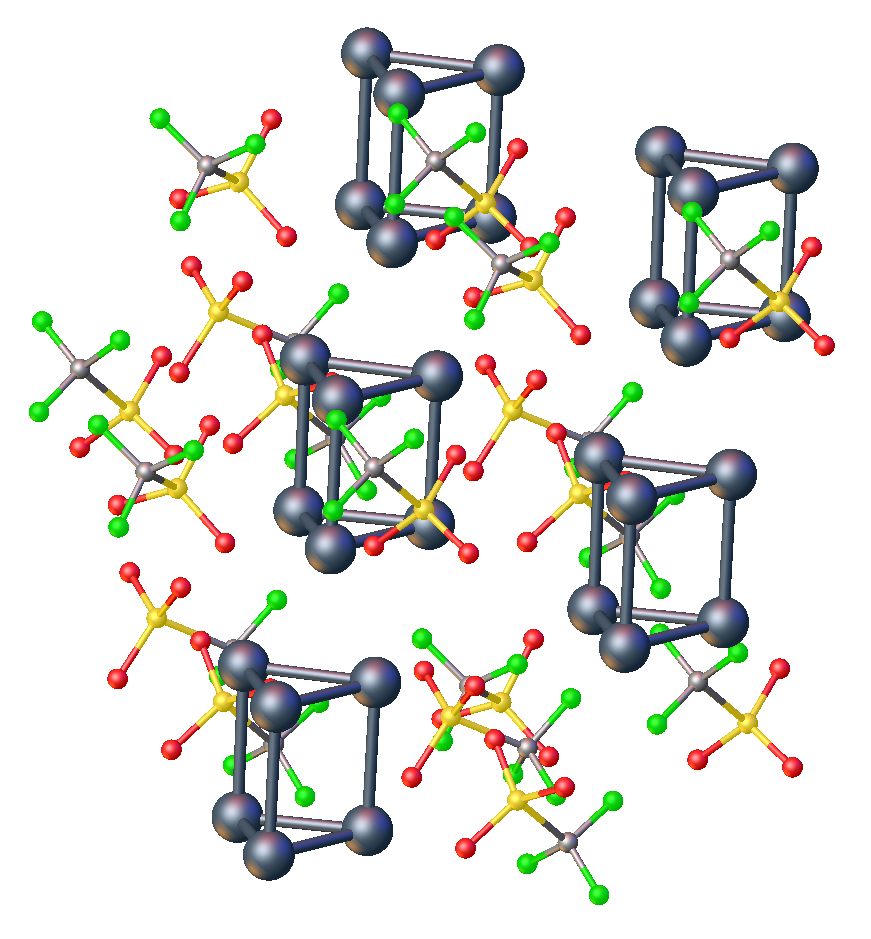
بخشی از شبکه [Te _{6}] (O _{3} SCF _{3}) _{2}. فواصل Te-Te درون و بین مثلثی به ترتیب ۲٫۷۰ و ۳٫۰۶ Å هستند.

خواص فیزیکی و شیمیایی خوشه‌های اتمی با خواص جامد توده ای با ترکیب یکسان بسیار متفاوت است. این تفاوت به این دلیل است که بخش بزرگی از اتم‌های تشکیل دهنده آنها در سطح آنها یافت می‌شود. برای هسته‌های خوشه‌ای با کمتر از دوجین اتم یا مولکول جزء، پیکربندی‌های پایدار معمولاً اکثر یا همه اتم‌ها را در مجاورت سطح هسته دارند و بنابراین فقط تا حدی به دیگر ذرات هسته متصل می‌شوند.
یک انتقال تدریجی بین خواص گونه‌های مولکولی و خواص ترکیب توده‌ای مربوطه با افزایش تعداد N اتم‌ها در هسته رخ می‌دهد، زیرا کسر اتم‌های مجاور سطح آن تقریباً به اندازه N-1/3 مقیاس می‌شود. اگر N برابر صدهزارباشد، زمانی که خوشه را می‌توان یک نانوذره در نظر گرفت، تنها حدود ۱۰ درصد از اتم‌های هسته در سطح آن قرار می‌گیرند. این هنوز درصد قابل توجهی است، که بخشی از دلیلی است که چرا خواص نانوذرات هنوز به‌طور قابل توجهی با خواص مواد حجیم متفاوت است.
خوشه‌های فلزات واسطه اغلب از اتم‌های فلز نسوز تشکیل شده‌اند. به‌طور کلی مراکز فلزی با اوربیتال‌های d گسترده به دلیل همپوشانی مناسب اوربیتال‌های ظرفیت، خوشه‌های پایداری را تشکیل می‌دهند؛ بنابراین، فلزات با حالت اکسیداسیون پایین برای فلزات بعدی و حالت اکسیداسیون متوسط برای فلزات اولیه تمایل به تشکیل خوشه‌های پایدار دارند. کربونیل‌های فلزی چند هسته‌ای عموماً در فلزات انتقالی دیررس با حالت‌های اکسیداسیون نظری پایین یافت می‌شوند. تئوری جفت الکترون اسکلتی چندوجهی یا قوانین شمارش الکترون وید روندها را در پایداری و ساختار بسیاری از خوشه‌های فلزی پیش‌بینی می‌کند. قوانین Jemmis <i id="mwhA">mno</i> بینش بیشتری در مورد ثبات نسبی خوشه‌های فلزی ارائه کرده‌است.

### خوشه‌های فاز گاز و فولرن‌ها
خوشه‌های ناپایدار را می‌توان با استفاده از طیف‌سنجی جرمی در فاز گاز مشاهده کرد، حتی اگر از نظر ترمودینامیکی ناپایدار باشند و به راحتی در هنگام تراکم جمع شوند. چنین خوشه‌های برهنه، یعنی آنهایی که توسط لیگاندها تثبیت نمی‌شوند، اغلب با تبخیر ناشی از لیزر - یا فرسایش - یک فلز حجیم یا ترکیب حاوی فلز ایجاد می‌شوند. به‌طور معمول، این رویکرد توزیع گسترده‌ای از توزیع اندازه را ایجاد می‌کند. ساختارهای الکترونیکی آنها را می‌توان با تکنیک‌هایی مانند طیف‌سنجی فوتوالکترون مورد بررسی قرار داد، در حالی که طیف‌سنجی تفکیک چند فوتونی مادون قرمز بیشتر هندسه خوشه‌ها را بررسی می‌کند. خواص آنها (واکنش پذیری، پتانسیل یونیزاسیون، شکاف HOMO – LUMO) اغلب یک وابستگی به اندازه مشخص را نشان می‌دهد. نمونه‌هایی از این خوشه‌ها، خوشه‌های آلومینیوم خاصی به عنوان ابراتم‌ها و خوشه‌های خاص طلا هستند. خوشه‌های فلزی خاصی در نظر گرفته می‌شوند که دارای آروماتیک بودن فلز هستند. در برخی موارد، نتایج آزمایش‌های فرسایش لیزری به ترکیبات جدا شده ترجمه می‌شود و موارد برتر، خوشه‌های کربن به نام فولرن‌ها هستند، به ویژه خوشه‌هایی با فرمول C 60، C 70 و C 84. کره فولرن را می‌توان با مولکول‌های کوچک پر کرد و فولرن‌های اندوهدرال را تشکیل داد.

## خانواده‌های اصلی ترکیبات خوشه ای

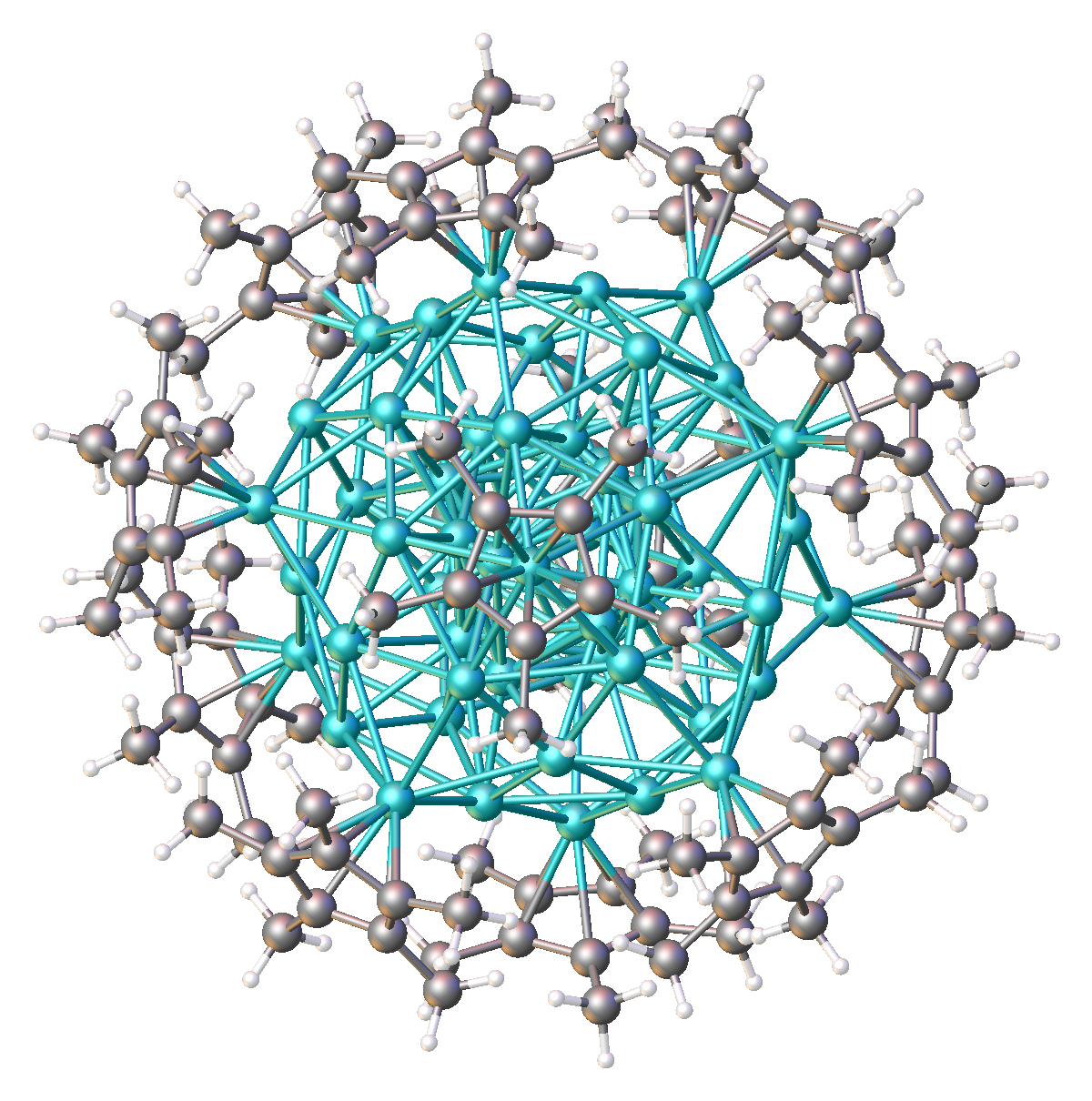
ساختار Cp* _{10} Al _{50}، هسته ای از آلومینیوم را آشکار می‌کند که در ده لیگاند پنت متیل سیکلوپنتادینیل پوشانده شده‌است.

تنوع بی‌نهایتی از ترکیبات وجود دارد که مولکول‌های آنها خوشه‌های اتمی هستند یا چنین خوشه‌ای در هسته خود دارند. در زیر برخی از دسته‌هایی که مورد توجه محققان قرار گرفته آورده شده‌است.

### متالوکربوهدرین‌ها
متالوکاربوهدرین‌ها (یا به اختصار مت-کار) خانواده ای از خوشه‌ها با فرمول مولکولی M
8C
12، جایی که M یک فلز واسطه مانند تیتانیوم، وانادیوم، زیرکونیوم، نیوبیم، هافنیوم، مولیبدن، کروم یا آهن است. آنها را می‌توان با تبخیر فلز مورد نظر با لیزر در جوی حاوی هیدروکربن مناسب تولید کرد. آنها همچنین با غلظت ۱٪ یا کمتر در دوده تولید شده توسط قوس الکتریکی بین دو الکترود Ti-C شناسایی شده‌اند. آنها دارای اتم‌های فلزات در گوشه‌های یک مکعب هستند، اما اتم‌های کربن به سمت داخل رانده می‌شوند تا تقریباً با وجه‌های آن مکعب همسطح باشند.

### خوشه‌های Zintl
ترکیبات Zintl دارای خوشه‌های آنیونی برهنه هستند که با احیای عناصر سنگین دسته p، عمدتاً فلزات یا نیمه فلزات، با فلزات قلیایی، اغلب به صورت محلول در آمونیاک مایع بدون آب یا اتیلن دی‌آمین ایجاد می‌شوند. نمونه‌هایی از آنیون‌های Zintl عبارتند از [Bi 3] 3-, [Sn 9] 4-, [Pb 9] 4- و [Sb 7] 3-. اگرچه این گونه‌ها «خوشه‌های برهنه» نامیده می‌شوند، اما معمولاً به شدت با کاتیون‌های فلز قلیایی مرتبط هستند. برخی از نمونه‌ها با استفاده از کمپلکس‌های کریپت کاتیون فلز قلیایی، به عنوان مثال، آنیون [Pb 10] 2-، که دارای شکل ضد منشوری مربعی سرپوش‌دار است، جدا شده‌اند. طبق قوانین وید (2n+۲) تعداد الکترون‌های خوشه ای ۲۲ است و همچنین برای یک خوشه نزدیک. این ترکیب از اکسیداسیون K 4 Pb 9 توسط Au + در PPh 3 AuCl (با واکنش اسید تتراکلراوریک و تری فنیل فسفین) در اتیلن دی آمین با 2.2.2-crypt تهیه می‌شود. این نوع خوشه قبلاً به عنوان اندوهدرال [Ni@Pb 10] 2- شناخته شده بود (قفس حاوی یک اتم نیکل است). بیست وجهی قلع خوشه [SN 12] 2- یا آنیون stannaspherene یک ساختار پوسته بسته دیگر است که با طیف‌سنجی فوتوالکترون مشاهده شده‌است (بدون اینکه جدا شود). با قطر داخلی ۶٫۱ آنگستروم، اندازه آن با فولرن قابل مقایسه است و باید مانند فولرن‌های درون‌ودرال اتم‌های کوچکی داشته باشد، و در واقع یک خوشه Sn 12 وجود دارد که حاوی یک اتم Ir است: [Ir@Sn 12] 3-.

## همچنین ببینید
- خوشه (فیزیک)
- مولکول‌های آب نیز خوشه‌ها را تشکیل می‌دهند: به خوشه‌های آب مراجعه کنید
- متالاپریسم
- پائولو چینی
- خوشه کربونیل فلزی

## مطالعه بیشتر (بررسی‌ها)
- Schnöckel, Hansgeorg (2010). "Structures and Properties of Metalloid al and Ga Clusters Open Our Eyes to the Diversity and Complexity of Fundamental Chemical and Physical Processes during Formation and Dissolution of Metals". Chemical Reviews. 110 (7): 4125–4163. doi:10.1021/cr900375g. PMID 20540559.
- Yano, Junko; Yachandra, Vittal (2014). "Mn4Ca Cluster in Photosynthesis: Where and How Water is Oxidized to Dioxygen". Chemical Reviews. 114 (8): 4175–4205. doi:10.1021/cr4004874. PMID 24684576.
- Dermota, T. E.; Zhong, Q.; Castleman, A. W. (2004). "Ultrafast Dynamics in Cluster Systems". Chemical Reviews. 104 (4): 1861–1886. doi:10.1021/cr020665e. PMID 15080714.
- Niedner-Schatteburg, Gereon; Bondybey, Vladimir E. (2000). "FT-ICR Studies of Solvation Effects in Ionic Water Cluster Reactions". Chemical Reviews. 100 (11): 4059–4086. doi:10.1021/cr990065o. PMID 11749340.
- Gabriel, Jean-Christophe P.; Boubekeur, Kamal; Uriel, Santiago; Batail, Patrick (2001). "Chemistry of Hexanuclear Rhenium Chalcohalide Clusters". Chemical Reviews. 101 (7): 2037–2066. doi:10.1021/cr980058k. PMID 11710240.
- Rohmer, Marie-Madeleine; Bénard, Marc; Poblet, Josep-M. (2000). "Structure, Reactivity, and Growth Pathways of Metallocarbohedrenes M8C12and Transition Metal/Carbon Clusters and Nanocrystals: A Challenge to Computational Chemistry". Chemical Reviews. 100 (2): 495–542. doi:10.1021/cr9803885. PMID 11749244.
- Muetterties, E. L.; Rhodin, T. N.; Band, Elliot.; Brucker, C. F.; Pretzer, W. R. (1979). "Clusters and Surfaces". Chemical Reviews. 79 (2): 91–137. doi:10.1021/cr60318a001.

## لینک‌های اضافی
- http://cluster-science.net - پورتال جامعه علمی برای خوشه‌ها، فولرن‌ها، نانولوله‌ها، نانوساختارها و ساختار کوچک مشابه